# نایورو ۱۶۴۶۳
سیارک ۱۶۴۶۳ (به انگلیسی: 16463 Nayoro، نامگذاری:1990EK) شانزده هزار و چهارصد و شصت و سومین سیارک کشف شده‌است که در ۲ مارس ۱۹۹۰ کشف شد.